# Гавриил (Чепур)
Архиепископ Гавриил (в миру Григорий Маркеллович Чепур или Чепура; 19 (31) декабря 1874, Херсон — 14 марта 1933, Панчево, Югославия) — епископ Русской православной Церкви заграницей, епископ Челябинский и Троицкий. Литургист. Знаток церковного устава, церковный композитор.

## Биография
Родился 19 декабря 1874 года в Херсоне в семье генерала. С раннего детства интересовался церковным пением и богослужением.
По воспоминаниям архиепископа Гавриила в возрасте семи лет в Великий вторник он молился с матерью в одном из храмов Херсона. Его поразили умилительные слова песнопений. В тот момент он ощутил близость Бога, понял, какое сокровище заключает в себе православное церковное пение, иконопись, храмовая архитектура.
В 1892 году окончил гимназию с золотой медалью и поступил в Киевскую духовную академию.
Вместе с будущим профессором М. Н. Скабаллановичем стал вдохновителем знаменитой «идеальной всенощной», когда пастыри и студенты духовных школ провели богослужение, постаравшись исполнить все тонкости богослужебного устава.
В 1896 году в Киево-Печерской лавре архимандритом Сергием (Лариным) был пострижен в монашество, затем рукоположён в сан иеродиакона и иеромонаха.
В том же году окончил Киевскую духовную академию со степенью кандидата богословия за сочинение «Типикон Великой Константинопольской Церкви: Исторический очерк», после чего определён преподавателем в Новгородскую духовную семинарию.
С конца 1896 года преподавал гомилетику и литургику в Александровской (Ардонской) духовной академии, в 1899 году назначен инспектором Александровской духовной семинарии.
С 1901 года — инспектор Могилёвской духовной семинарии.
В 1902 году возведён в сан архимандрита и назначен ректором Полтавской духовной семинарии. Из-за конфликта с профессорско-преподавательским составом семинарии в 1906 году переведён в Москву на должность синодального ризничего и настоятеля церкви Двенадцати апостолов в Московском Кремле.
В 1908 году митрополитом Московским и Коломенским Владимиром (Богоявленским) назначен ректором Вифанской духовной семинарии.
30 декабря 1909 года по представлении архиепископ Кишинёвского Серафима (Чичагова) определён и 17 января 1910 года рукоположён во епископа Измаильского, второго викария Кишинёвской епархии.
С 22 ноября 1911 года — епископ Аккерманский, первый викарий Кишинёвской епархии. Занимался текущей епархиальной работой при частых отъездах правящих архиереев Серафима (Чичагова), Платона (Рождественского), Анастасия (Грибановского).
Принимал участие в работе Поместного Собора Православной Российской Церкви 1917—1918 годы.
Еще в России он написал множество композиций, хотел издать их, и тексты уже были сданы в печать. Изданию помешала революция, и судьба этих произведений в настоящее время неизвестна.
После оккупации Бессарабии румынскими войсками в 1918 году, епископ Гавриил, которому было поручено временное управление Кишинёвской епархией, отказался исполнить канонически незаконное требование войти в юрисдикцию Румынской Православной Церкви, вследствие чего он и Измаильский епископ Дионисий (Сосновский) были насильственно высланы из Бессарапии. 20 июня 1918 года прибыл в Одессу.
3 сентября 1918 года была образована Челябинская и Троицкая епархия и епископ Гавриил не позднее октября определён быть епископом Челябинским, но в связи с событиями гражданской войны прибыть к месту назначения не смог.
Осенью 1918 года митрополитом Антонием (Храповицким) назначен руководителем пастырско-миссионерского училища в Бизюковом Пропасном во имя священномученика Григория, просветителя Армении, мужском монастыре Херсонской епархии.
Участвовал в работе Юго-Восточного Русского Церковного Собора в Ставрополе, проходившего 19 — 24 мая 1919 года, на котором он был избран кандидатом в члены Временного высшего церковного управления на Юго-Востоке России.

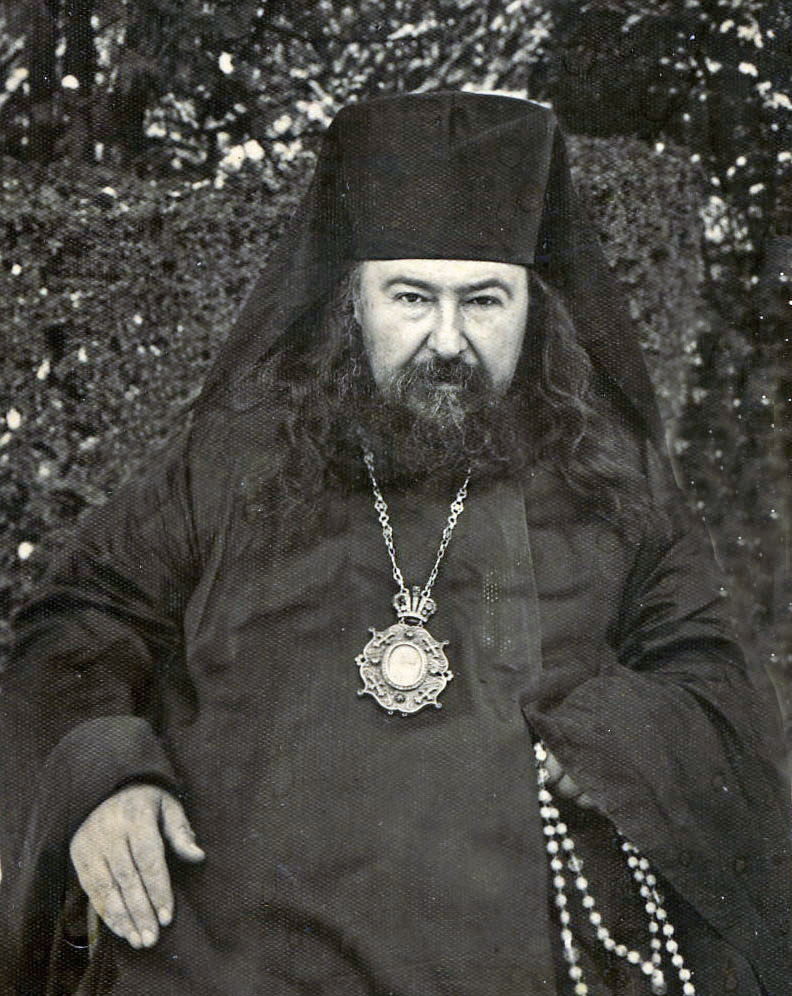
Архиепископ Гавриил в эмиграции

В начале января 1920 года выехал из Екатеринодара в Новороссийск; 16 (29) января 1920 года на «архиерейском» грузовом пароходе «Иртыш» вместе с рядом других русских архиереев, архимандритов и священников (вместе с архиепископами Евлогием (Георгиевским) и Георгием (Ярошевским), епископами Митрофаном (Абрамовым) и Аполлинарием (Кошевым)) отплыл из Новороссийска через оккупированный Антантой Константинополь и Салоники в Королевство сербов, хорватов и словенцев, эмигрировав из России в Югославию.
Обладая феноменальной памятью, он во время эвакуации на корабле прочитал и пропел всю службу на Сретение Господне без книг и нот. 18 февраля они прибыли в Белград.
Пётр Лопухин вспоминал, что епископ Гавриил, прибыв на службу в одну из церквей, облачался не в середине храма, а в алтаре, что удивило прихожан. И только потом стала известна причина: архиерей был так бедно одет, что стеснялся облачаться перед всеми.
По благословению Белградского митрополита Димитрия (Павловича) поселился в Гргетегском монастыре. Был законоучителем в Харьковском девичьем институте императрицы Марии Феодоровны в городе Нови-Бечей, затем в 1-й русско-сербской девичьей гимназии в городе Велика-Кикинда. Ездил в Белград, где читал лекции для членов Белградского братства преподобного Серафима.
В июле 1921 года включён в состав Высшего церковного управления за границей. Участвовал в работе Карловацкого Собора 1921 года, где возглавлял просветительский отдел. 2 сентября 1922 года избран членом Архиерейского Синода РПЦЗ. Будучи членом Архиерейского Синода, готовил заключения по различным богословским, каноническим и образовательным вопросам.
В конце 1920-х годов в связи с ухудшившимся состоянием здоровья оставил преподавательскую деятельность. Церковно-административной деятельностью за рубежом не занимался. В полемике с московской церковной властью не участвовал.
13 мая 1930 года решением Архиерейского Синода РПЦЗ возведён в сан архиепископа. К тому времени уж был тяжело болен, но не унывал, старался участвовать во всех заседаниях Архиерейского Синода.
Архимандрит Киприан (Керн), встретивший его в декабре 1930 года, был поражён переменой в его внешнем облике: «Если бы мне сказали, что владыка Гавриил когда-нибудь похудеет, я бы счёл это неудачной шуткой. Но вот в алтаре белградской нашей церкви я перед собой увидел кого-то, увидел и не поверил. Вместо непомерного по толщине привычного мне епископа Гавриила я вдруг встретил какого-то худого и совершенно больного на вид архиерея. Ряса висела на нём. Сам он был сгорбленный, какой-то скрюченный, с головою набок, с трясущимися руками. Голос, когда-то звонкий и высокий, стал теперь дребезжащим и слабым».
Последние месяцы перед смертью архипастырь провёл в госпитале в городе Панчево, служил в больничной церкви и постоянно проповедовал. По словам врачей, архиепископ Гавриил мог бы прожить дольше, но в феврале 1933 года он заболел гриппом, и ослабевший организм не смог сопротивляться болезни.
Скончался 14 марта 1933 года в 4 часа утра в больнице города Панчево. Похоронен 15 марта.

## Сочинения
- Слово при наречении // Прибавление к Церковным Ведомостям 1910. № 8. С. 357—363;
- Отзыв архиепископа Гавриила об «Опыте христианского православного катехизиса» // Никон (Рклицкий). Жизнеописание. 1959. Т. 5. С. 156—189;
- «Чертог Твой», киевский распев. Берклей (Калифорния), 1973.
- Утреня Св. Пасхи // Рус. пастырь. San Francisco (Calif.), 2003. № 42. С. 33-49.

Большинство богословских, литургических и музыкальный рукописей епископа Гавриила было утеряно при отъезде в эмиграцию, сохранились конспекты его лекций в Белградском братстве преподобного Серафима, а также записи некоторых проповедей.